# Márta Megyeri
Márta Megyeri   (valor desconegut, 29 d'agost de 1952), de soltera Márta Pacsai, és una ex-jugadora d'handbol hongaresa que va competir durant la dècada de 1970.
El 1975 va guanyar la medalla de bronze al Campionat del món d'handbol que es va disputar a la Unió Soviètica. L'any següent va prendre part en els Jocs Olímpics de Mont-real, on guanyà la medalla de bronze en la competició d'handbol.